# Anders Roslund
Nils Anders Micael Roslund, född 1 januari 1961 i Jönköpings Kristina församling, är en svensk författare och journalist.

## Biografi
Roslund är uppvuxen i Kristianstad och bosatt i Stockholm. Han var 1991–1992 anställd vid Sveriges Television som reporter på Rapport. 1992–1993 var han reporter för Halv 8 med Stina Dabrowski på TV3 och återvände sedan till Sveriges Television och Rapport 1993–1996. Åren 1996–1999 gick han över till Aktuellt som reporter och nyhetschef. År 2000 fick han uppdraget att starta Kulturnyheterna, vars chef han var till 2004, varefter han övergick till att bli författare på heltid.
Han bildade tillsammans med Börge Hellström författarduon Roslund & Hellström, som tillsammans hade publicerat sju kriminalromaner – Odjuret, Box 21, Edward Finnigans upprättelse, Flickan under gatan, Tre sekunder, Två soldater och Tre minuter. Böckerna har fått stor spridning och finns översatta till japanska, kinesiska, koreanska, indonesiska, ryska, engelska, tyska, franska, italienska, spanska, portugisiska, holländska, polska, litauiska, estniska, rumänska, bulgariska, slovenska, kroatiska, ungerska, slovakiska, tjeckiska, isländska, finska, danska, norska, hebreiska, turkiska, grekiska, makedoniska samt katalanska.
Roslund ingår även i författarduon Roslund & Thunberg med Stefan Thunberg, som har publicerat kriminalromanen Björndansen (2014), översatt till arabiska, bosniska, montenigrinska, serbiska, japanska, koreanska, ryska, engelska, tyska, franska, italienska, spanska, portugisiska, holländska, polska, litauiska, estniska, rumänska, slovenska, kroatiska, ungerska, slovakiska, tjeckiska, isländska, danska, hebreiska, turkiska, grekiska, makedoniska, och En bror att dö för (2017).

## TV-dokumentärer
- Människor och Öden (tillsammans med Anne Lundberg) 1994, Sveriges Television.
- Den smutsiga städbranschen (tillsammans med Anna Hedenmo) 1994, Sveriges Television.
- Människor och Öden 2 (tillsammans med Anne Lundberg) 1995, Sveriges Television.
- Människor och Öden 3 (tillsammans med Anne Lundberg) 1995, Sveriges Television.
- Människor och Öden 4 1996, Sveriges Television.
- Rederiet bakom kulisserna 1996, Sveriges Television.
- Två syskon – Ett galler 1997, Sveriges Television.
- Alice 1997, Sveriges Television
- Winstonmannen 1997, Sveriges Television.
- Lås in dom 1998, Sveriges Television.

### Ewert Grens
- Odjuret (Ewert Grens 1): Piratförlaget, 2004, ISBN 978-91-64201-11-9
- Box 21 (Ewert Grens 2): Piratförlaget, 2005
- Edward Finnigans upprättelse (Ewert Grens 3): Piratförlaget, 2006, ISBN 978-91-64201-88-1
- Flickan under gatan (Ewert Grens 4): Piratförlaget, 2007, ISBN 978-91-64202-43-7
- Tre sekunder (Ewert Grens 5) (Hoffman och Grens 1): 2009, ISBN 978-91-64202-94-9 * Läs ett smakprov
- Två soldater (Ewert Grens 6): Piratförlaget, 2012, ISBN 978-91-642-2238-1
- Tre minuter (Ewert Grens 7): Piratförlaget, 2016, ISBN 978-91-642-0462-2
- Tre Timmar (Ewert Grens 8): Piratförlaget, 2018, ISBN 978-91-642-0525-4
- Jamåhonleva (Ewert Grens 9): Albert Bonniers förlag, 2019, ISBN 978-91-001-8003-4
- Sovsågott (Ewert Grens 10): Albert Bonniers förlag, 2020, ISBN 978-91-001-8015-7
- Litapåmig (Ewert Grens 11): Albert Bonniers förlag, 2021, ISBN 978-91-001-8018-8
- 100 procent (Ewert Grens 12): Albert Bonniers förlag, 2022, , ISBN 978-91-001-8662-3
- Fly (Ewert Grens 13): Albert Bonniers förlag, 2024 , ISBN 978-91-001-8663-0
- Djävulens bästa trick (Ewert Grens 14): Albert Bonniers förlag, 2025, ISBN 978-91-008-0924-9

### Hoffman och Grens
- Tre sekunder (Hoffman och Grens 1): Piratförlaget, 2009, ISBN 978-91-64202-94-9 * Läs ett smakprov
- Tre minuter (Hoffman och Grens 2): Piratförlaget, 2016, ISBN 978-91-642-0462-2
- Tre Timmar (Hoffman och Grens 3) Piratförlaget, 2018, ISBN 978-91-642-0525-4
- Jamåhonleva (Hoffman och Grens 4): Albert Bonniers förlag, 2019, ISBN 978-91-001-8003-4
- Sovsågott (Hoffman och Grens 5): Albert Bonniers förlag, 2020, ISBN 978-91-001-8015-7
- Litapåmig (Hoffman och Grens 6): Albert Bonniers förlag, 2021, ISBN 978-91-001-8018-8
- 100 procent (Hoffman och Grens 7): Albert Bonniers förlag, 2022, , ISBN 978-91-001-8662-3
- Fly (Hoffman och Grens 8): Albert Bonniers förlag, 2024 , ISBN 978-91-001-8663-0
- Djävulens bästa trick (Hoffman och Grens 9): Albert Bonniers förlag, 2025, ISBN 978-91-008-0924-9

### Björndansen
- Björndansen (Björndansen 1) (med Stefan Thunberg). Piratförlaget, 2014
- En bror att dö för (Björndansen 2) (med Stefan Thunberg). Piratförlaget, 2017

## Priser och utmärkelser

### Författare Anders Roslund
- Tilldelad FIGRA (Festival International du Grand Reportage d'Actualté et du documentaire de société) 2000 - Lock 'em up - a story about freedom
- Tilldelad Ikarospriset 2001 gemensamt med samtliga medarbetare vid Kulturnyheternas redaktion.
- Tilldelad Kristianstadsbladets Kultur- och Nöjespris 2012.
- Nominerad till Bästa svenska kriminalroman 2018 - Tre timmar
- Nominerad till The CWA International Dagger för Årets bästa internationella kriminalroman 2018 Storbritannien - Tre timmar
- Nominerad till Årets bästa spänningsroman i Holland 2018 - Tre Timmar

### Författarduon Roslund & Hellström
- Tilldelad Glasnyckeln för Bästa nordiska kriminalroman 2005 - Odjuret
- Tilldelad Guldpocket 2005 i kategorin Årets mest sålda svenska deckare (mer än 50 000 sålda exemplar) - Odjuret
- Nominerad till Bästa svenska kriminalroman 2005 - Box 21
- Tilldelad tidningen Stockholm Citys pris för årets bok 2005 - Box 21
- Tilldelad Platinapocket 2006 i kategorin Årets mest sålda svenska deckare (mer än 100 000 sålda exemplar) - Box 21
- Tilldelad Årets Bästa Kriminalroman i Rumänien av Romanian Crime Writers Club - Box 21
- Nominerad till Bokhandelns pris -Box 21
- Nominerad till Bästa svenska kriminalroman 2006 - Edward Finnigans upprättelse
- Tilldelad Platinapocket 2007 i kategorin Årets mest sålda svenska deckare (mer än 100 000 sålda exemplar) - Edward Finnigans upprättelse
- Nominerad till Bokhandelns pris - Edward Finnigans upprättelse
- Nominerad till Bästa svenska kriminalroman 2007 - Flickan under gatan
- Tilldelad Platinapocket 2008 i kategorin Årets mest sålda svenska deckare (mer än 100 000 sålda exemplar) - Flickan under gatan
- Tilldelad Bästa svenska kriminalroman 2010 - Tre sekunder
- Tilldelad Stora Läsarpriset för Årets Spänning 2010 - Tre sekunder
- Nominerad till Glasnyckeln 2010 - Tre sekunder
- Tilldelad Platinapocket 2010 i kategorin Årets mest sålda svenska deckare (mer än 100 000 sålda exemplar) - Tre sekunder
- Tilldelad The CWA International Dagger för Årets bästa internationella kriminalroman 2011 Storbritannien - Tre sekunder
- Nominerad till The Barry Award för Årets bästa brittiska kriminalroman 2011 - Tre sekunder
- Tilldelad Det Japanska Läsarpriset för Årets bästa kriminalroman.
- Nominerad Bästa svenska kriminalroman 2013 - Två Soldater
- Nominerad till The CWA International Dagger för Årets bästa internationella kriminalroman 2013 Storbritannien  - Två Soldater
- Nominerad till Bästa svenska kriminalroman 2016 - Tre minuter

### Författarduon Roslund & Thunberg
- Tilldelad Konomys-priset för Bästa kriminalroman i Japan 2017 - Björndansen
- Nominerad till The CWA International Dagger för Årets bästa internationella kriminalroman 2016 Storbritannien - Björndansen
- Nominerad till Bästa svenska kriminalroman 2017 - En bror att dö för